# Kiss & Tell
Kiss & Tell es el álbum debut de la banda estadounidense Selena Gomez & the Scene. Fue lanzado el 29 de septiembre de 2009 en los Estados Unidos y Canadá bajo el sello discográfico de Hollywood Records. Contó con la colaboración de reconocidos productores musicales, como Antonina Armato, Tim James, Ted Bruner, Greg Wells y Gina Schock de The Go-Go's. El álbum obtuvo reviciones mixtas por parte de los críticos de la música, Tim Sendra de AllMusic le otorgó cuatro estrellas y media de cinco y elogió la variedad de estilos y sonidos presentes en el disco, por otro lado, Bill Lamb de About.com comentó que algunos temas están influenciados por Kelly Clarkson, Avril Lavigne y Miley Cyrus y agregó que Kiss & Tell es un buen comienzo para la banda.
El álbum también contó con buen desempeño comercial. Debutó en la posición número 9 de la lista Billboard 200, vendiendo 66 000 copias en su semana debut y alcanzó la posición número 2 en España y Grecia e ingresó al top 10 en otras tres listas. También obtuvo las posiciones 12, 14, 19 y 20 en el Reino Unido, Irlanda, Alemania y México, respectivamente. De acuerdo con Nielsen SoundScan para julio de 2013 había vendido 1 000 000 de copias legales sólo en los Estados Unidos, lo que le permitió recibir el certificado de disco de oro por parte de la RIAA.
Para la promoción del álbum se lanzaron dos sencillos al mercado, titulados «Falling Down» y «Naturally». El primero de estos fue lanzado el 25 de agosto de 2009, alcanzó la posición número ochenta y dos en la lista Billboard Hot 100 y fue comparado con los trabajos de Avril Lavigne y Pink. Al ser lanzado como sencillo, «Naturally» se convirtió en uno de los temas más exitosos de la banda. Alcanzó el puesto número uno en la lista Dance/Club Play Songs y obtuvo las posiciones dos, cuatro, cinco, siete y diez en Eslovaquia, Hungría, Escocia y las regiones de Flandes y Valonia de Bélgica, respectivamente. «Naturally» fue certificado con disco de platino en los Estados Unidos y Canadá por vender aproximadamente 1 600 000 copias, respectivamente.

## Antecedentes y producción
| «Básicamente quiero hacer música que sea divertida y que los padres y niños puedan saltar y pasar un buen rato [con la música] [...] Voy a cantar, y estoy aprendiendo a [tocar] la batería y la guitarra eléctrica». — Selena Gomez respecto a sus aspiraciones musicales. |

Antes de formar Selena Gomez & the Scene, la vocalista Selena Gomez se dedicaba a la actuación y a grabar bandas sonoras para diferentes series de televisión y películas. Entre 2002 y 2004, durante su participación en la serie infantil Barney & Friends, grabó diversas canciones. Posteriormente participó en la banda sonora de Brain Zapped (2006). En 2008 Gomez procedió a participar en numerosas bandas sonoras de Disney Channel tales como One Hundred and One Dalmatians, Tinker Bell, y Another Cinderella Story. En 2009, realizó un dueto junto a Demi Lovato para Princess Protection Program y fue publicada la banda sonora de Wizards of Waverly Place. En agosto del mismo año, Selena grabó «Send It On» junto con Demi Lovato, Miley Cyrus y la boy band Jonas Brothers para la iniciativa ecológica Disney's Friends for Change.
En 2008, Selena Gomez firmó un contrato discográfico con Hollywood Records, un sello fundado por Disney, intentando nuevas formas de dejar de grabar música de bandas sonoras para Walt Disney Records. En una entrevista con MTV en agosto de 2008, Gomez comentó que no deseaba ser una solista, sino formar una banda, con el fin de que su nombre no destacara. Además comentó que su álbum debut tendría un sonido pop rock y ella misma tocaría instrumentos en algunas canciones. Finalmente declaró que tendría su propio estilo y «definitivamente no copiaría a los Jonas Brothers o Demi Lovato».
Los escritores del álbum incluyen a Ted Bruner, Trey Vittetoe y Gina Schock de The Go-Go's, éstos contribuyeron en diversos temas del álbum, como «Kiss & Tell», «Falling Down», «Crush» y «Stop & Erase». Asimismo, Gomez coescribió «I Won't Apologize» y contó con Tim James, Devrim Karaoglu y Antonina Armato para la producción del segundo sencillo del álbum, «Naturally». Esta última coescribió «Tell Me Something I Don't Know», tema que fue regrabado para ser incluido en el álbum, ya que originalmente fue interpretada por Gomez en 2008 para la banda sonora de Another Cinderella Story. En el álbum también se incluyó «As a Blonde», tema interpretado originalmente por Fefe Dobson para su álbum de 2006 Sunday Love. Kiss & Tell se lanzó en Canadá y los Estados Unidos en físico y en descarga digital el 29 de septiembre de 2009, mientras que en Australia se publicó el 16 de octubre del mismo año.

## Recepción

### Comentarios de la crítica
El álbum obtuvo revisiones mixtas por parte de los críticos de la música. Tim Sendra de AllMusic dio una crítica positiva al álbum y comentó: «Kiss & Tell es una obra de pop moderno casi de un genio que muestra la luz de Gomez pero sorprende con [voces] sentimentales en un ambiente casi perfecto. [...] La variedad de estilos y sonidos en el disco son bastante impresionantes». Bill Lamb de About.com le otorgó cuatro estrellas de cinco y comentó:

«[Selena Gomez] es una adolescente llena de fuego y energía [inspirada] en los movimientos de sus predecesores pero [que] también tiene su propio espíritu y estilo para bailar. Selena Gomez está lista para entrar al centro de atención. [...] Hay una energía y emoción que se pueden considerar positivamente infecciosas. En algunas canciones Selena Gomez trabaja con Gina Schock, baterista del legendario grupo femenino de punk The Go-Go's. La canción y sencillo debut titulado "Falling Down" tiene un agresivo casi malcriado ataque que toma prestada también la actitud del punk y la melodía del pop. El bien elegido cover "As a Blonde" de Fefe Dobson irrumpe positivamente con una fuerza intensa, palpitante. Sin embargo, incluso en esta canción Selena Gomez muestra que es capaz de [hacer] un ataque dulce. Los temas líricos no son ninguna sorpresa para un artista adolescente, pero es el aporte de Gomez que hace la música fresca y divertida».

Además, Lamb agregó que «Kiss & Tell tiene canciones que parecen derivadas de otros artistas. "I Won't Apologize" suena un poco [como] Kelly Clarkson. "Crush" emerge de la factoría de Avril Lavigne, y la balada "The Way I Loved You" es casi un poco demasiado Miley. Sin embargo, sólo necesitas recurrir a una canción como "I Got U" para recoger esa mezcla de dulzura e intensidad que parece claramente Selena Gomez». Para finalizar su revisión, Lamb comentó que «Kiss & Tell no es una obra maestra, pero es un buen comienzo. Hay un puñado de buenas canciones aquí, y Selena Gomez, a la joven edad de 17 años, es definitivamente un artista a seguir. [...] De todos modos, Selena Gomez demuestra que puede rockear tan bien como ofrecer una tranquila balada. Selena Gomez tiene una madurez que apunta en la dirección de la gran música por venir». Robert Copsey otorgó al disco dos estrellas de cinco y ofreció una crítica negativa, en la cual comentó que la prescensia de The Scene el álbum es «algo misteriosa», destacando que no aparecen en la portada del disco. Además, Copsey en su revisión criticó negativamente la mayoría de las canciones del álbum; comentando que «Naturally» suena como M.I.A. y un «híbrido» entre Miley Cyrus, Avril Lavigne y Pink y «Falling Down» está «poco inspirada». Michael Slezak de Entertainment Weekly comentó que Gomez «no tiene ganchos vocales» y también destacó la influencia de Avril Lavigne en el álbum.

### Desempeño comercial
Kiss & Tell tuvo una buena recepción comercial en varios países. En los Estados Unidos debutó en la posición número 9 en la lista Billboard 200, vendiendo 66 000 copias en su semana debut. Asimismo, alcanzó la posición número 10 en la lista Digital Albums. Kiss & Tell fue certificado con disco de oro por la RIAA y para julio de 2013 había vendido 909 000 copias legales sólo en los Estados Unidos, de acuerdo con Nielsen SoundScan. El álbum alcanzó la posición número 2 en España y Grecia e ingresó al top 10 en las listas de Austria y Polonia. En Canadá alcanzó el número 22 y logró ser certificado con disco de oro por la CRIA, por vender más de 40 000 copias en el territorio. También se ubicó en las listas del Reino Unido, Irlanda, Alemania, México y Nueva Zelanda en las posiciones 12, 14, 19, 20 y 21, respectivamente.

## Interpretaciones en directo
La banda interpretó el primer sencillo del álbum, «Falling Down» en la novena temporada del programa Dancing with the Stars, mientras los bailarines profesionales Derek Hough y Karina Smirnoff los acompañaban. Posteriormente, interpretaron el mismo tema junto a «Naturally» y «Tell Me Something I Don't Know» en la tienda HMV de Londres. El 2 de noviembre de 2010 la banda interpretó «Naturally» en el programa matutino estadounidense Good Morning America, y posteriormente, en el mismo programa en junio del año siguiente interpretaron la canción junto a otros dos temas de su tercer álbum de estudio When the Sun Goes Down, «Love You like a Love Song» y «Who Says».

## Sencillos

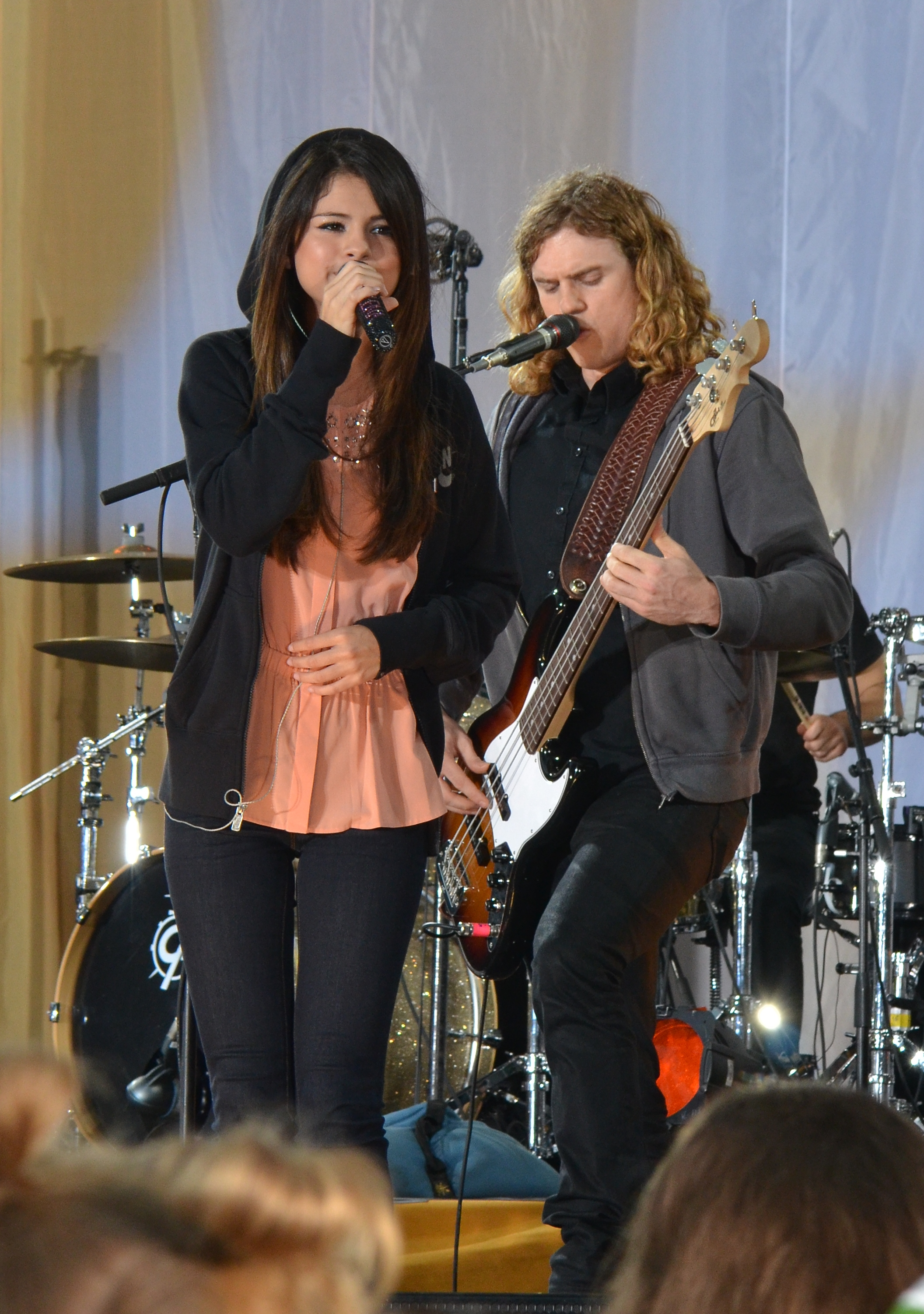
Selena Gomez & the Scene interpretando «Naturally» en Good Morning America, junio de 2011

### Falling Down
El 21 de agosto de 2009 se lanzó radialmente el primer sencillo del álbum, titulado «Falling Down». Este se lanzó cuatro días después en formato digital, recibiendo reseñas positivas por parte de los críticos. Bill Lamb de About.com comentó que «Falling Down» era un buen sencillo debut, y destacó la influencia de la cantante canadiense Avril Lavigne en el tema. Por otro lado, Robert Cospey de Digital Spy dio una crítica negativa a la canción, comentado que está poco «inspirada» y suena «sospechosamente similar a "U + Ur Hand"» de Pink. La canción obtuvo las posiciones once, sesenta y nueve y ochenta y dos en las listas Australian Hitseekers Singles Chart, Canadian Hot 100 y Billboard Hot 100, respectivamente. Su vídeo musical fue dirigido por Chris Dooley y su estreno se llevó a cabo el 28 de agosto de 2009 en la cuenta VEVO oficial de Hollywood Records en YouTube, y en Disney Channel el mismo día después del estreno de Wizards of Waverly Place: The Movie.

### Naturally
«Naturally» se lanzó oficialmente como sencillo el 11 de diciembre de 2009, cuando se puso en venta a través de iTunes una remezcla del tema. Inmediatamente el tema recibió reseñas positivas y contó con buen desempeño comercial a nivel mundial. Bill Lamb de About.com comentó que era una de las mejores canciones del álbum, junto a «Kiss & Tell», «Falling Down», «As a Blonde» y «I Got You». Mikael Wood de la revista Billboard comentó que «tiene un gancho vocal jugoso e inmediatamente memorable». La canción obtuvo la posición número uno en la lista Dance/Club Play Songs e ingresó al top 10 en las listas Radio Top 100, Single Top 10, Top 40 Scottish Singles, Ultratop 50, Irish Singles Charts, UK Singles Chart y Ultratop 40 pertenecientes respectivamente a Eslovaquia, Hungría, Escocia, la región Flandes de Bélgica, Irlanda, el Reino Unido y la región Valona de Bélgica. Fue certificado con disco de platino en los Estados Unidos y Canadá por vender aproximadamente 1 000 000 y 80 000 copias, respectivamente. Su vídeo musical fue filmado el 14 de noviembre de 2009 y se lanzó el 11 de diciembre del mismo año en la cuenta VEVO oficial de la banda.

## Lista de canciones
- Edición estándar

| Kiss & Tell |                                  |                                                    |                  |          |  |
| N.º         | Título                           | Escritor(es)                                       | Productor(es)    | Duración |  |
| 1.          | «Kiss & Tell»                    | Ted Bruner, Gina Schock, Trey Vittetoe             | Bruner, Vittetoe | 3:17     |  |
| 2.          | «I Won't Apologize»              | William McAuley, John Fields, Selena Gomez         | Fields           | 3:07     |  |
| 3.          | «Falling Down»                   | Ted Bruner, Gina Schock, Trey Vittetoe             | Bruner, Vittetoe | 3:05     |  |
| 4.          | «I Promise You»                  | Isaac Hasson, Lindy Robbins, Mher Filian           | SuperSpy         | 3:20     |  |
| 5.          | «Crush»                          | Ted Bruner, Gina Schock, Trey Vittetoe             | Bruner, Vittetoe | 3:20     |  |
| 6.          | «Naturally»                      | Antonina Armato, Tim James, Devrim Karaoglu        | Rock Mafia       | 3:23     |  |
| 7.          | «The Way I Loved You»            | Shelly Peiken, Rob Wells                           | Wells            | 3:34     |  |
| 8.          | «More»                           | Isaac Hasson, Lindy Robbins, Mher Filian           | SuperSpy         | 3:31     |  |
| 9.          | «As a Blonde»                    | Fefe Dobson, Greg Wells, Shelly Peiken             | Wells            | 2:47     |  |
| 10.         | «I Don't Miss You at All»        | Lindy Robbins, Toby Gad                            | Gad              | 3:41     |  |
| 11.         | «Stop & Erase»                   | Gina Schock, Ted Bruner, Trey Vittetoe             | Bruner, Vittetoe | 2:53     |  |
| 12.         | «I Got U»                        | Matthew Wilder, Tamara Dunn                        | Wilder           | 3:34     |  |
| 13.         | «Tell Me Something I Don't Know» | Antonina Armato, Ralph Churchwell, Michael Nielsen | Rock Mafia       | 2:56     |  |
| 42:28       |                                  |                                                    |                  |          |  |

| Japanese bonus track |                                         |                        |                 |          |  |
| N.º                  | Título                                  | Escritor(es)           | Productor(es)   | Duración |  |
| 14.                  | «Falling Down» (Plug in Language Remix) | Bruner Vittetoe Schock | Bruner Vittetoe | 7:15     |  |
| 49:43                |                                         |                        |                 |          |  |

| European bonus track |                                     |                       |               |          |  |
| N.º                  | Título                              | Escritor(es)          | Productor(es) | Duración |  |
| 14.                  | «Naturally» (Dave Audé Radio Remix) | Armato James Karaoglu | Armato James  | 4:10     |  |
| 46:38                |                                     |                       |               |          |  |

| Target exclusive bonus DVD |                              |          |  |
| N.º                        | Título                       | Duración |  |
| 1.                         | «Making of Kiss & Tell»      | 15:00    |  |
| 2.                         | «Falling Down» (music video) | 3:10     |  |
| 3.                         | «Photo gallery»              | 3:18     |  |
| 21:28                      |                              |          |  |

## Posicionamiento en las listas

### Semanales
| Alemania          | German Albums Chart          | 19 |
| Austria           | Austrian Albums Chart        | 4  |
| Bélgica (Flandes) | Belgian Flandes Albums Chart | 22 |
| Bélgica (Valonia) | Belgian Valonia Albums Chart | 26 |
| Canadá            | Canadian Albums Chart        | 22 |
| España            | Spanish Albums Chart         | 2  |
| Estados Unidos    | Billboard 200                | 9  |
| Estados Unidos    | Digital Albums               | 10 |
| Francia           | French Albums Chart          | 24 |
| Grecia            | Greek Albums Chart           | 2  |
| Irlanda           | Irish Albums Chart           | 14 |
| Italia            | Italian Albums Chart         | 33 |
| México            | Mexican Albums Chart         | 20 |
| Noruega           | Norwegian Albums Chart       | 38 |
| Nueva Zelanda     | New Zealand Albums Chart     | 21 |
| Países Bajos      | Dutch Albums Chart           | 87 |
| Polonia           | Polish Albums Chart          | 4  |
| Reino Unido       | UK Albums Chart              | 12 |
| Suiza             | Swiss Albums Chart           | 36 |

### Anuales
| Estados Unidos | Billboard 200 | 187 |

| España         | Spanish Albums Chart | 28 |
| Estados Unidos | Billboard 200        | 47 |

## Certificaciones
| País           | Organismo certificador | Certificación | Ventas certificadas | Simbolización | Not.   |
| -------------- | ---------------------- | ------------- | ------------------- | ------------- | ------ |
| Argentina      | CAPIF                  | Oro           | 20 000              | ●             | [ 81 ] |
| Canadá         | CRIA                   | Oro           | 40 000              | ●             | [ 22 ] |
| Estados Unidos | RIAA                   | Oro           | +1 000 000          | ●             | [ 12 ] |
| Reino Unido    | BPI                    | Plata         | 60 000              | ♦             | [ 82 ] |
| Brasil         | ABPD                   | Oro           | 20 000              | ●             | [ 83 ] |

## Historial de lanzamientos
| País           | Fecha                    | Formato                      | Ref.   |
| -------------- | ------------------------ | ---------------------------- | ------ |
| Canadá         | 29 de septiembre de 2009 | CD, descarga digital         | [ 2 ]  |
| Estados Unidos | 29 de septiembre de 2009 | CD, descarga digital         | [ 1 ]  |
| Australia      | 16 de octubre de 2009    | CD, descarga digital         | [ 38 ] |
| Japón          | 24 de febrero de 2010    | CD, CD+DVD, descarga digital | [ 84 ] |
| India          | 3 de abril de 2010       | CD                           | [ 85 ] |
| Reino Unido    | 19 de abril de 2010      | CD, descarga digital         | [ 86 ] |

## Créditos y personal
- Voz — Selena Gomez
- Vocales de fondo — Selena Gomez, Lindy Robbins, Gina Schock, Fefe Dobson, Char Licera, Katia Zuccarelli
- Guitarra — John Fields, Greg Johnston, Jimmy Messer, Tim Pierce, Isaac Hasson
- Bajo — John Fields, Sean Hurley, Isaac Hasson
- Teclado — John Fields, Isaac Hasson, Mher Filian
- Batería — John Fields, Dorian Crozier, Josh Freese
- Ritmo — Mher Filian
- Productores — John Fields, Matthew Wilder, Rob Wells, Toby Gad, Trey Vittetoe, Devrim Karaoglu, Antonina Armato
- Ingenieros — John Fields, Matthew Wilder, Rob Wells, Trey Vittetoe, Chris Anderson, Adam Comstock, Steve Hammons, Luke Tozour
- Mezclas — John Fields, Matthew Wilder, Toby Gad, Chris Anderson, Clif Norrell, Paul Palmer, Paul David Hager
- Programadores — John Fields, Rob Wells, Toby Gad
- Instrumentación — Matthew Wilder, Rob Wells, Toby Gad, Trey Vittetoe
- Productores vocales — Rob Wells, Shelly Peiken
- Ingeniero de batería — Ghian Wright
- Arreglista — Toby Gad
- Asistente de ingeniería — Dorian Crozier
- Masterizador — Robert Vosgien
- A&R — Cindy Warden, Jon Lind
- Director de creación — David Snow
- Diseñador — Nick Steinhardt
- Dirección de arte — Jeri Heiden

Fuente: